# Phryneta silacea
Phryneta silacea är en skalbaggsart som beskrevs av Aurivillius 1907. Phryneta silacea ingår i släktet Phryneta och familjen långhorningar.
Artens utbredningsområde är:
- Ghana.
- Togo.

Inga underarter finns listade i Catalogue of Life.